# Konrad Bauer
Konrad Pitt Bauer (Gelsenkirchen, 9 de fevereiro de 1919 - Gelsenkirchen, 17 de junho de 1990) foi Ás da aviação alemão que serviu durante a Segunda Guerra Mundial. Foi condecorado com a Cruz de Cavaleiro da Cruz de Ferro.

## Biografia
Durante a Segunda Guerra Mundial, Pitt Bauer voou num total de 416 missões de combate, conseguindo assim abater 57 aeronaves inimigas, destas, 18 foram na Frente Oriental. As demais 39 vitórias foram registradas na Frente Ocidental, onde 32 destas eram bombardeiros quadrimotores e ainda teve cinco caças P-51. Nestas missões, foi abatido sete vezes. Após o término da guerra se tornou prisioneiro de guerra dos Aliados.
Após a guerra regressou para a Força Aérea Alemã, na então Bundesluftwaffe, permanecendo no serviço ativo até 31 de dezembro de 1960, data de sua aposentadoria, estando então com a patente de Hauptmann.

## Condecorações
| Cruz de Ferro 2ª Classe                                  |                     |
| Cruz de Ferro 1ª Classe                                  |                     |
| Cruz de Cavaleiro da Cruz de Ferro 31 de outubro de 1944 |                     |
| Ehrenpokal                                               | 31 de março de 1944 |
| Cruz Germânica em Ouro                                   | 10 de julho de 1944 |